# Forum Archaeologiae
Forum Archaeologiae ist eine Elektronische Zeitschrift für Klassische Archäologie.
Das Forum wurde im Jahre 1996 von Elisabeth Trinkl und Harald Noedl als reines Online-Medium gegründet und erscheint vierteljährlich.
Das Forum Archaeologiae versteht sich als Plattform, die Archäologen sowie Vertretern verwandter Wissenschaftszweige ein Medium zur Publikation ihrer Arbeiten im Internet bieten will. Das Forum entstand im Jahre 1996 aus der privaten Initiative der Herausgeber und ist finanziell sowie institutionell unabhängig. Es will sowohl Autoren als auch Interessierten einen unbürokratischen, kostenlosen und direkten Zugang zu aktuellen Publikationen und den medialen Möglichkeiten des Internets bieten. Eine Registrierung ist nicht erforderlich.
Im Rahmen der vier jährlich erscheinenden Ausgaben werden auch Sonderausgaben zu speziellen Themen oder Veranstaltungen veröffentlicht. Alle Artikel liegen im Volltext vor, seit der 30. Ausgabe auch als PDF-Datei. Alle Ausgaben sind jederzeit abrufbar und können mittels einer Volltextsuche durchsucht werden.

## Ehrung
- AT-Award 1999